# Виктор Амадей III (роман)
«Виктор Амадей III» (фр. Victor Amedee III) — историко-приключенческий роман французского писателя Александра Дюма-отца, написанный в 1856 году и впервые опубликованный в 2001 году. Является частью цикла о Савойском доме (наряду с романами «Паж герцога Савойского», «Царица сладострастия» и «Две королевы»).

## Сюжет и история текста
Действие романа происходит в Сардинском королевстве в конце XVIII — начале XIX веков. Королю Виктору Амадею III приходится подписать невыгодный мир с революционной Францией. В 1796 году он умирает, его сын Карл Эммануил IV после неудачной попытки подавить революцию в собственных владений уезжает на Сардинию, а потом отрекается от престола в пользу брата Виктора Эммануила I. Последний в 1814 году возвращается в Турин и пытается восстановить монархию старого образца, но терпит поражение. В числе персонажей романа отец автора — Тома-Александр Дюма.
От большинства исторических романов Дюма «Виктор Амадей III» отличается превалированием исторического материала над всем остальным. При этом автор старался вносить разнообразие в сюжет за счёт любовных и авантюрных линий: он пишет о связи Марии Терезы Австрийской (жены Виктора Эммануила) с маркизом дель Борго, о молодом солдате сардинской армии, перешедшем на сторону французов ради мести за сестру, о графине, ставшей тайным агентом карбонариев.